# Ampithoe hinatore
Ampithoe hinatore is een vlokreeftensoort uit de familie van de Ampithoidae. De wetenschappelijke naam van de soort is voor het eerst geldig gepubliceerd in 1972 door Jerry Laurens Barnard.